# Курільжа
Курільжа́ (рос. Курильжа) — село у складі Могойтуйського району Забайкальського краю, Росія. Входить до складу Хілинського сільського поселення.
Стара назва — Курілжа.

## Населення
Населення — 192 особи (2010; 138 у 2002).
Національний склад (станом на 2002 рік):
- росіяни — 83 %